# Tella-Sin
Tella-Sin è un comune spagnolo di 226 abitanti situato nella comunità autonoma dell'Aragona.

Fa parte della comarca del Sobrarbe.